# Bar Kappara
Bar Kappara (in ebraico בר קפרא ‎?) (Cesarea marittima, II secolo – III secolo) era un saggio ebreo rabbino Tanna, della 5ª generazione tannaitica (180 - 220 e.v.), nel periodo a cavallo tra Tannaim e Amoraim.
Il suo nome significa “Figlio di Kapparah” fu preso da suo padre, Eleazar ha-Kappar. Fu uno degli studenti di Judah haNasi e venne considerato anche uno degli Amoraim della prima generazione.

## Analisi
Poeta di talento e apprezzato narratore di storie, si dice che alla festa di matrimonio di Simeon, figlio di Judah il Principe, tenne gli ospiti affascinati con favole fintanto che il loro cibo divenne freddo. Il Talmud gerosolimitano contiene una preghiera che lui stesso scrisse, inclusa nella ripetizione della 18ª sezione di ringraziamento dell'Amidah. Tuttavia, a causa del suo spirito satirico (una volta mise nel ridicolo il genero di Rabbi Judah I dicendogli di andare a proporre al Rabbi un indovinello che in realtà era una critica offensiva della famiglia di Judah haNasi), perse la possibilità di essere ordinato rabbino.
Cosa insolita, Bar Kappara raccomandava lo studio del greco, che veniva comunemente considerata la lingua dei pagani. Disse una volta ai suoi discepoli: “Lasciate che le parole della Torah vengano dette nella lingua di Jafet (Grecia).” Incoraggiò inoltre lo studio delle scienze naturali, affermando: “Colui che è in grado di calcolare i movimenti dei solstizi e dei pianeti ma non lo fa, a lui viene applicato il versetto «Ma non badano all'azione del Signore»."